# روسکو (ایلینوی)
روسکو (به انگلیسی: Roscoe) یک روستا در ایالات متحده آمریکا است که در ایلینوی واقع شده‌است. روسکو ۲۶٫۹۱ کیلومتر مربع مساحت و ۱۰٬۷۸۵ نفر جمعیت دارد و ۲۲۴٫۹۵ متر بالاتر از سطح دریا واقع شده‌است.